# Diarthrodes nanus
Diarthrodes nanus is een eenoogkreeftjessoort uit de familie van de Dactylopusiidae. De wetenschappelijke naam van de soort is voor het eerst geldig gepubliceerd in 1914 door Scott T..